# هونگوت‌لو
هونگوت‌لو (به لاتین: Hüngütlü) یک منطقه مسکونی در جمهوری آذربایجان است که در شهرستان گوی‌چای واقع شده است. هونگوت‌لو ۳۷۵ نفر جمعیت دارد.